# Gregoria (emperatriz)
Gregoria (fl. 641) fue una emperatriz bizantina como esposa de Constantino III. Participó en el gobierno de regencia menor de su hijo, Constante II, entre 641-650.

## Biografía
Era hija de Nicetas, un primo hermano de Heraclio que había encabezado una invasión terrestre del Egipto romano en 608 en la revuelta que elevó a Heraclio al trono. Nicetas luchó contra los representantes de Focas en Egipto y parece haber asegurado el control de la provincia en 610.
El 5 de octubre de 610, Heraclio sucedió a Focas como emperador. Nicetas fue recompensado con el rango social de patricio y el cargo militar de Comes Excubitorum, comandante de los excubitores. Parece que mantuvo el control de Egipto y participó en la defensa contra la invasión de Cosroes II. Egipto se perdió ante Cosroes II en 618. Nicetas sobrevivió. Nicetas fue nombrado exarca de África. Su mandato comenzó en 619 y duró hasta su muerte en 628/629.
Su abuelo paterno fue Gregorius, hermano de Heraclio el Viejo. Heraclio había sido nombrado exarca de África por Mauricio y vivió para apoyar la revuelta de su hijo pero no lo suficiente como para ver su conclusión. Gregorius parece haber estado bajo el mando de su hermano, pero se desconoce el alcance de su papel.
Gregoria estaba comprometida con su primo segundo Constantino III, único hijo conocido de Heraclio y su primera esposa Eudokia. Constantino fue coronado coemperador por su padre el 22 de enero de 613.

### Emperatriz
Su matrimonio tuvo lugar en 629/630. El novio tenía unos diecisiete años. Gregoria probablemente tenía la misma edad. Había llegado a Constantinopla desde el Pentápolis occidental en Cirenaica. Dado que Cirenaica estaba en el territorio de su padre Nicetas, se supone que Gregoria se crio bajo su supervisión en lugar de la de su suegro.
Gregoria y su esposo tuvieron al menos dos hijos. Constante II nació el 7 de noviembre de 630. Según Teophanes, un segundo hijo se llamó Theodosius. Constante II lo ejecutó en 659/660. Una teoría genealógica también agrega una hija a la lista de hijos. La hija recibe el nombre de Manyanh, supuesta nieta de Heraclio y esposa de Yazdgerd III.
Heraclio murió el 11 de febrero de 641. Constantino III se convirtió en emperador, siendo su medio hermano Heraklonas el coemperador. Constantino III murió de tuberculosis entre abril y mayo del mismo año. 
Martina y su hijo Heraklonas tomaron el poder, mientras que los leales de Constante, fueron desterrados. Valentino, condujo sus las tropas a Calcedonia, al otro lado del Bósforo frente a Constantinopla, y exigió que Constante fuera nombrado coemperador.
Cediendo a esta presión, a finales de septiembre Constante fue coronado coemperador por Heraklonas. Según el relato de Sebeos, Valentino orquestó la caída y la mutilación de Martina y Heraklonas unos meses más tarde, e impuso a Constante (de solo 11 años) como único emperador bizantino. En 644 o 645, Valentino intentó usurpar el trono de su yerno pero terminó muriendo.
Su hijo fue menor de edad hasta 650, y Gregoria probablemente fue regente durante su minoría, pero sus actos como regente no se mencionan en las fuentes bizantinas.
| Predecesor: Martina | Consorte del emperador bizantino 641 | Sucesor: Fausta |